# Vígh Tamás
| Vígh Tamás                                | Vígh Tamás                                              |
| Kattints az alábbi külső linkek egyikére! | Kattints az alábbi külső linkek egyikére!               |
| ----------------------------------------- | ------------------------------------------------------- |
| Nem található szabad kép.(?)              |                                                         |
| külső link · jogvédett                    | Elhunyt Vígh Tamás szobrász. Index 2010. szeptember 23. |

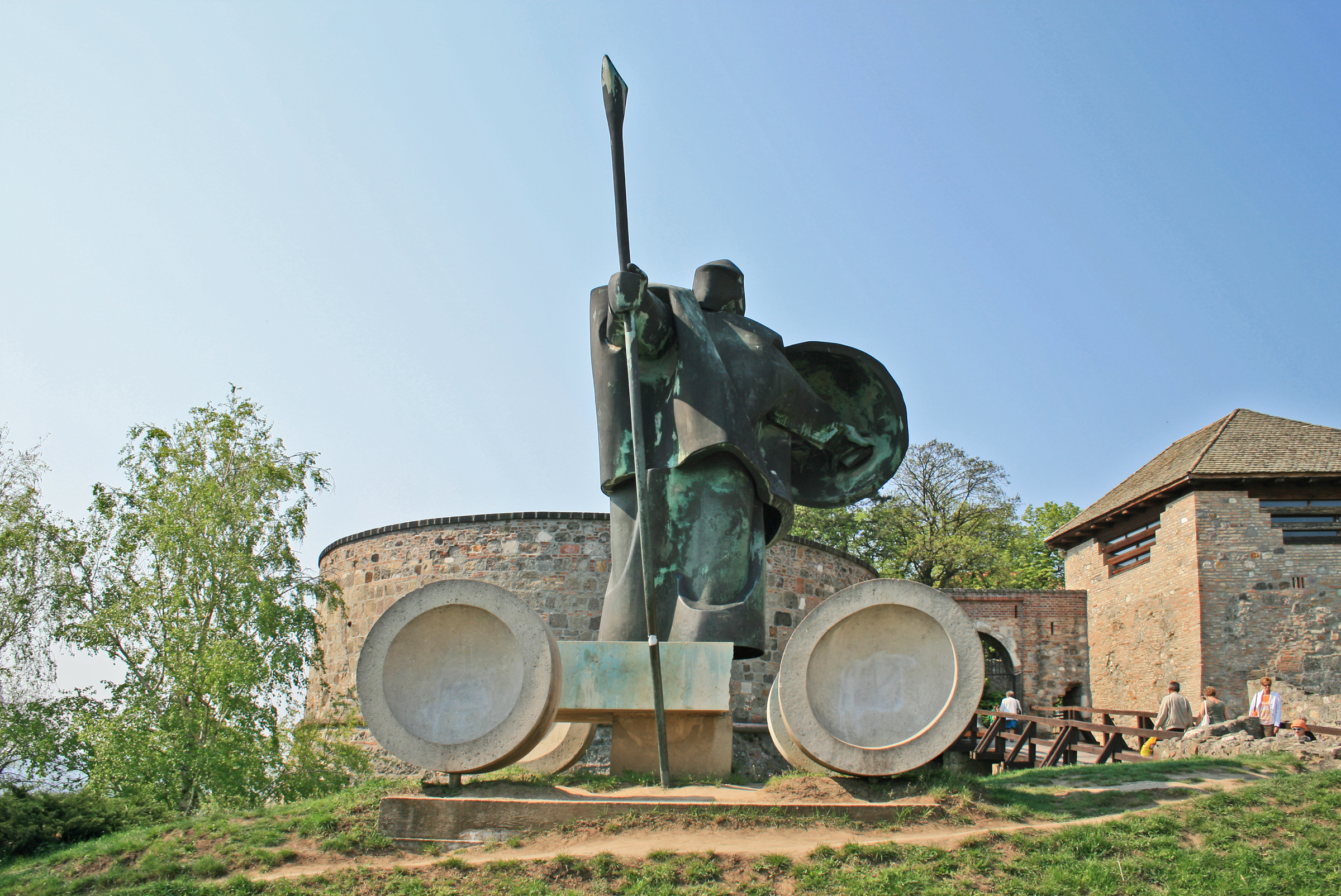
A Városalapító szobra az esztergomi várban

Vígh Tamás (Csillaghegy, 1926. február 28. – Budapest, 2010. szeptember 18.) Kossuth-díjas magyar szobrász- és éremművész.

## Életútja, művészete
Apja járásbíró volt, anyja tizennégy éves kora óta egyedül nevelte, két testvérével együtt. Már gyermekkorában szobrászkodott, művei tetszettek a felnőtteknek. Úgy gondolta, vagy szobrász, vagy mélytengeri hajós lesz, ám édesanyja annak örült volna, ha református lelkésznek vagy tanárnak tanul. Az óbudai gimnáziumot a háború miatt nem fejezte be, hajógyári munkás lett Óbudán, később átment az Újpesti Hajógyárba, mert ott gyártottak tengerjáró hajókat. Gimnáziumi tanulmányait nem is tartotta sokra, annál meghatározóbbak voltak életében a gyári munkásévek. Mivel megtudta, hogy a Ganz Vagongyárban művészeti oktatás is folyt Rápolty Lajos mester vezetésével, átment oda. Egyszer az egyik alkotását megmutatták Medgyessy Ferencnek, akihez el is járt néhányszor. Nagyon erősen hatott rá. Az ő tanácsára került 1946-ban a Magyar Képzőművészeti Főiskolára, és az ő tanácsára választotta mesteréül Ferenczy Bénit. Művészeti tanulmányai közben a hétvégeken még visszajárt dolgozni a gyárba, szükség volt a pénzre. Nagyra becsülte „Béni bácsi” tudását, és a mester is felfedezte benne a különleges tehetséget.

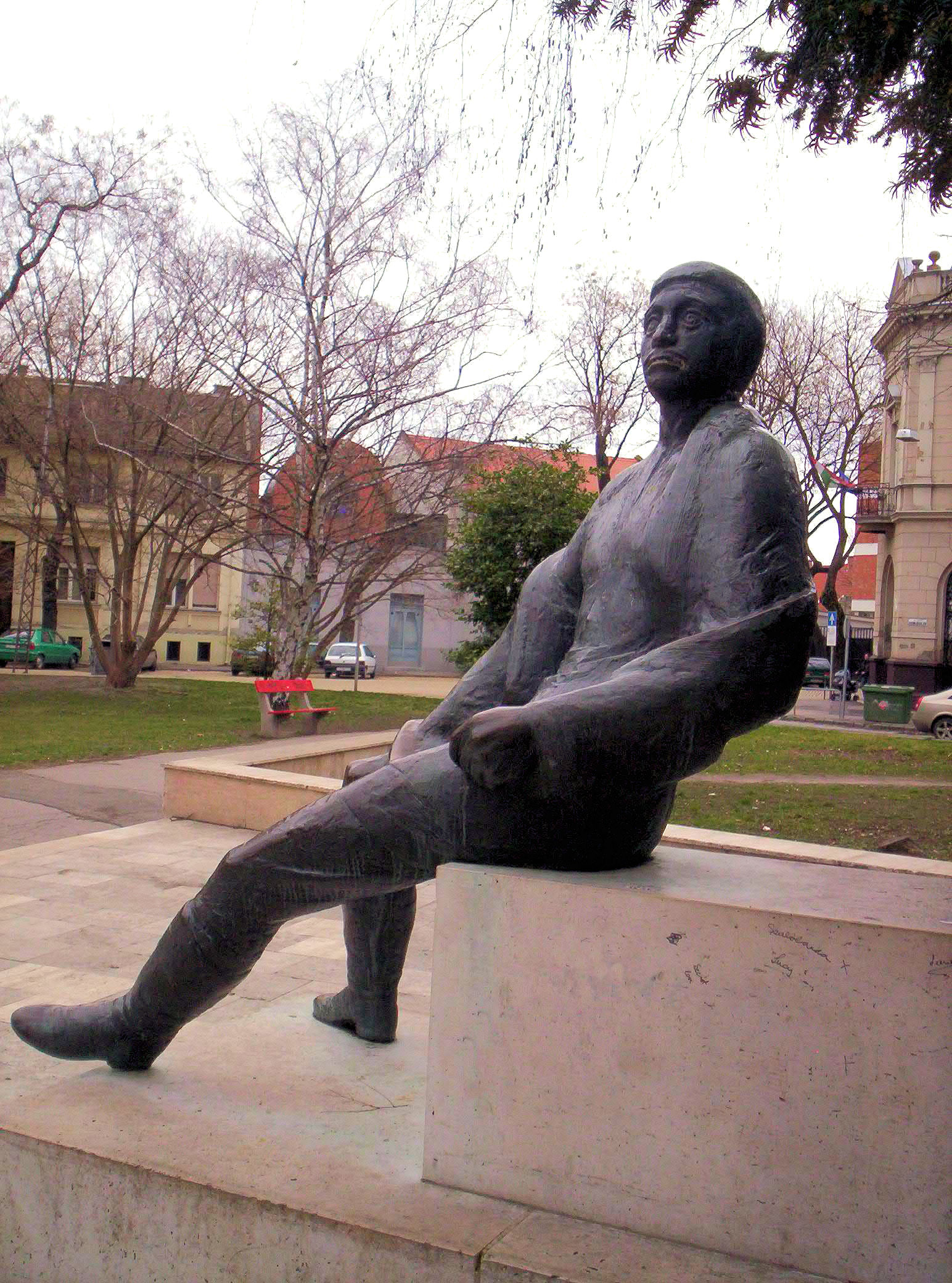
Vígh Tamás: Katona József, Kecskemét

A Főiskolán 1952-ben végzett, diplomamunkája, az Éneklő ifjúság nagy sikert aratott. A kétalakos szobor egyértelműen mutatja a mester hatását, de a ruhák redőzése mintha már megelőlegeznék a későbbi, érett szobrász stílusát. Készített egy Kecskék című szobrot is, amiről Ferenczy Béni a következőt írta neki: „Láttam a kecskéket. Kitűnő munka. De már elég volt a kitűnő munkákból. Most már valami olyat kell csinálni, ami nem tetszik senkinek, csak nekünk.” E szavak kapcsán gondoljunk Ferenczy Béni híres „vézna” Petőfi-szobrára, ami szakított a hamis idealizálással, a kritika szinte általános viszolygása mellett.
Ezek a meglepő szavak kihatottak Vígh Tamás egész életére, egész művészetére: soha nem állt be a sorba, saját értékrendjét tartotta mérvadónak, és ebből fakadt az is, hogy a későbbiekben számos köztéri szobortervét, főleg emlékműtervét dobták vissza, vagy „csak” egyszerűen nem valósították meg. Nem sok olyan művész van, akinek a Kádár-korszakban annyi tervét dobták volna vissza, mint Vígh Tamásnak. Ő ugyanis nem szakította ketté magában a szobrászt és a köztéri szobrászt.
A Főiskola után a Budapesti Művészeti Gimnáziumban helyezkedett el tanárként, 1955-ig dolgozott az iskolában. Még a végzése évében belépett a Magyar Képzőművészek és Iparművészek Szövetségébe. Első műveinek sora sikert aratott, dicsérték (Delfines kút, Pihenő (Fekvő) nő, Bessenyei György portrészobra). 1954-ben megkapta a Munkácsy-díj II. fokozatát. 1958-ban került a helyére a Krúdy emléktábla Budapesten, a Krúdy Gyula utca–József körút sarkán, ám az ugyanebben az évben készült férfi- és fiúaktot ábrázoló szobra kapcsán megtapasztalta az első ellenállást műveivel kapcsolatban. Az alumíniumból készült alkotás eredetileg Nagybátonyba készült, a helyiek tiltakozása miatt azonban végül Balassagyarmatra került, az ideggyógyintézet kertjébe. Bőség című kettős női aktszobrát Debrecenben pár hónap után az eredeti helyéről kirakták a Nagyerdőbe. Katona József szobrát 1960-ban készítette, két évvel később állították fel Kecskeméten. Híres Bartók szobra 1961-ben került a budapesti Feneketlen-tóhoz. 1963-ban feleségével, Kincses Máriával közös kiállítása nyílt a Mednyánszky Teremben, a kritika egyértelműen dicsérő hangon emlékezett meg róla. 1964-ben készült Magvetők című nagyszabású kő domborműve, ami három évvel később került végleges helyére, a Debreceni Agrártudományi Egyetem aulájába.
Nevezetes momentum következik munkásságában: 1967-ben megbízást kapott a Tisza-szabályozás és Vásárhelyi Pál emlékére készítendő és Tiszadobon felállítandó, nagyméretű szobor tervezésére. Fél év sem telt el, és a Képző- és Iparművészeti Lektorátus, a Vízügyi Főigazgatóság javaslatára a megbízást visszavonta (gondolhatunk most a mesteri tanács beérésére: „ami nem tetszik senkinek, csak nekünk”). Pedig Vígh Tamás emlékműterve korszakos jelentőségű volt. A megrendelő reprezentatív alkotást képzelt el, ehelyett kapott egy csatornával kettészelt földhányást, rajta kubikosok csoportjával. A főalakot, Vásárhelyi Pál monumentális alakját a földhányás átvágásába helyezte. További különlegességét az adta az alkotásnak, hogy a figurák megalkotásánál már a korábban kifejlesztett lemezhajlításos technikáját alkalmazta. Ezt a technikát vitte át a kismintákra is. A terv kisplasztikákban élt tovább: Vásárhelyi alakjából a Magyar mérnök a XX. században, a kubikosok csoportjából pedig Az Alföld népe lett. Örömteli fordulat, hogy az emlékművet végül – negyven év elteltével, 2008-ban – Reich Gyula és Kóthay László vízmérnökök kezdeményezésére mégis felállították Tiszalökön. Az ötéves folyamatról Dénes Gábor filmrendező filmet forgatott, Remény útjai címmel.

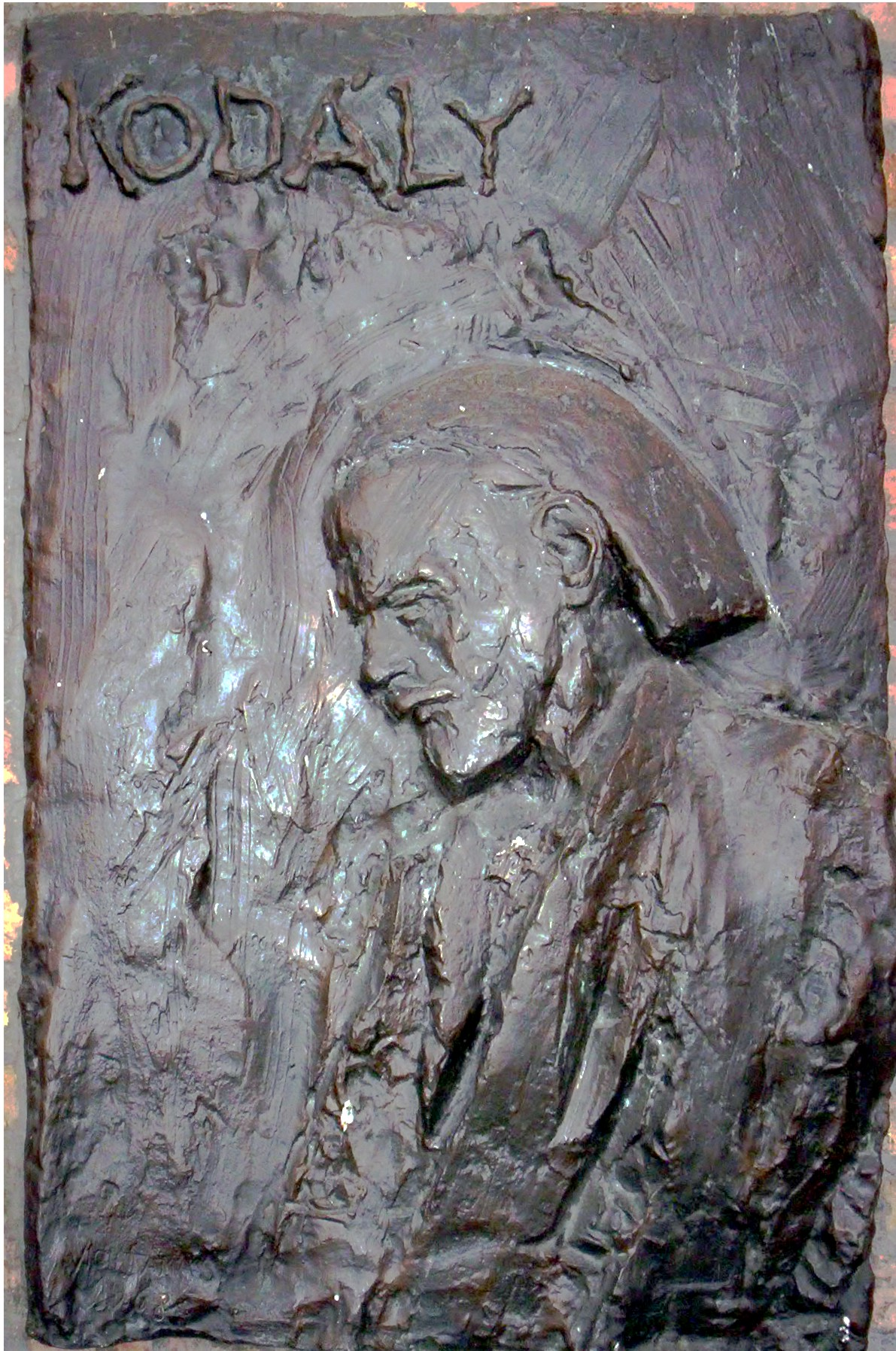
Vígh Tamás: Kodály Zoltán, Szeged

Vígh Tamás az 1960-as években a lemezhajlításos technikában találta meg sajátos kifejezésmódját. Eszerint a formákat domborítás és minden más technika alkalmazása nélkül, a lemez hajlítgatásával teremtette meg, sajátos pozitív-negatív dinamikát adva a formáknak. Ezt a technikát, pontosabban ennek a megjelenését vitte át a más technikával és más anyagokból (kő, bronz stb.) készült alkotásaira is. „Én úgy gondoltam, hogy nem domborítok, mert amiket ismertem, nem tetszettek. Érdektelenek voltak számomra, mert én plasztikát akartam létrehozni. Fölfedeztem, hogy egy hajlított lemez már eleve szép, kifejező dolgok jönnek létre maguktól. Kiderült, ha nem keressük meg a hajlítás titkát, akkor nem fejez ki semmit, üres bádog marad. Meg kell keresni a hajlítással keletkező forma kifejezőerejét. A klasszikus műveltség lényege az, hogy formát kell csinálni, adott feltételek és téma szerint.”
A Vásárhelyi-emlékműtervet ugyan nem engedték megvalósítani, de teljesen letisztult lemezhajlításos technikájával 1967-ben elkészítette a Kürtösök című alkotását. A háromalakos szoborcsoport jellegzetessége, hogy nincs fő nézete, nincs „lapos oldala”, minden oldalról „teljes értékű” szobor (ez sok más Vígh-szobornál is megfigyelhető). Az alkotást a teljes magyar művészetkritika elismeréssel fogadta.
1968: újabb emlékmű, újabb problémák. Partizán emlékművet rendeltek nála Salgótarján főterére. Vígh Tamás – ismét a már említett lemezhajlításos technikájával – vörösrézlemez plasztikát készített (A szarvas győzelme). Az alkotás megdöbbentette a megrendelőket és a bírálókat: az emlékmű leszegett fejjel, szarvával döfő, a rátámadó farkas fölött diadalmaskodó szarvast ábrázol. A művész a végletekig vitte az átértelmezést, „…radikálisan szakított a korban uralkodó, posztamenseken ágáló figurák toposzával, a megrendelő tartalmi és formai elvárásaitól függetlenül saját vízióját valósította meg metaforikus nyelven egy politikai emlékműben.” Csoda, hogy ezt is nem dobták vissza, elfogadták, de nem eredeti helyére, hanem a karancsberényi hegyoldalba, az egykori partizánszállás közelébe került (az építész Jánossy György volt). A város főterére id. Szabó István fegyvert tartó partizánfiguráját állították. 1997-ben végül Salgótarján városa restauráltatta az alkotást és áthelyezte a városba.

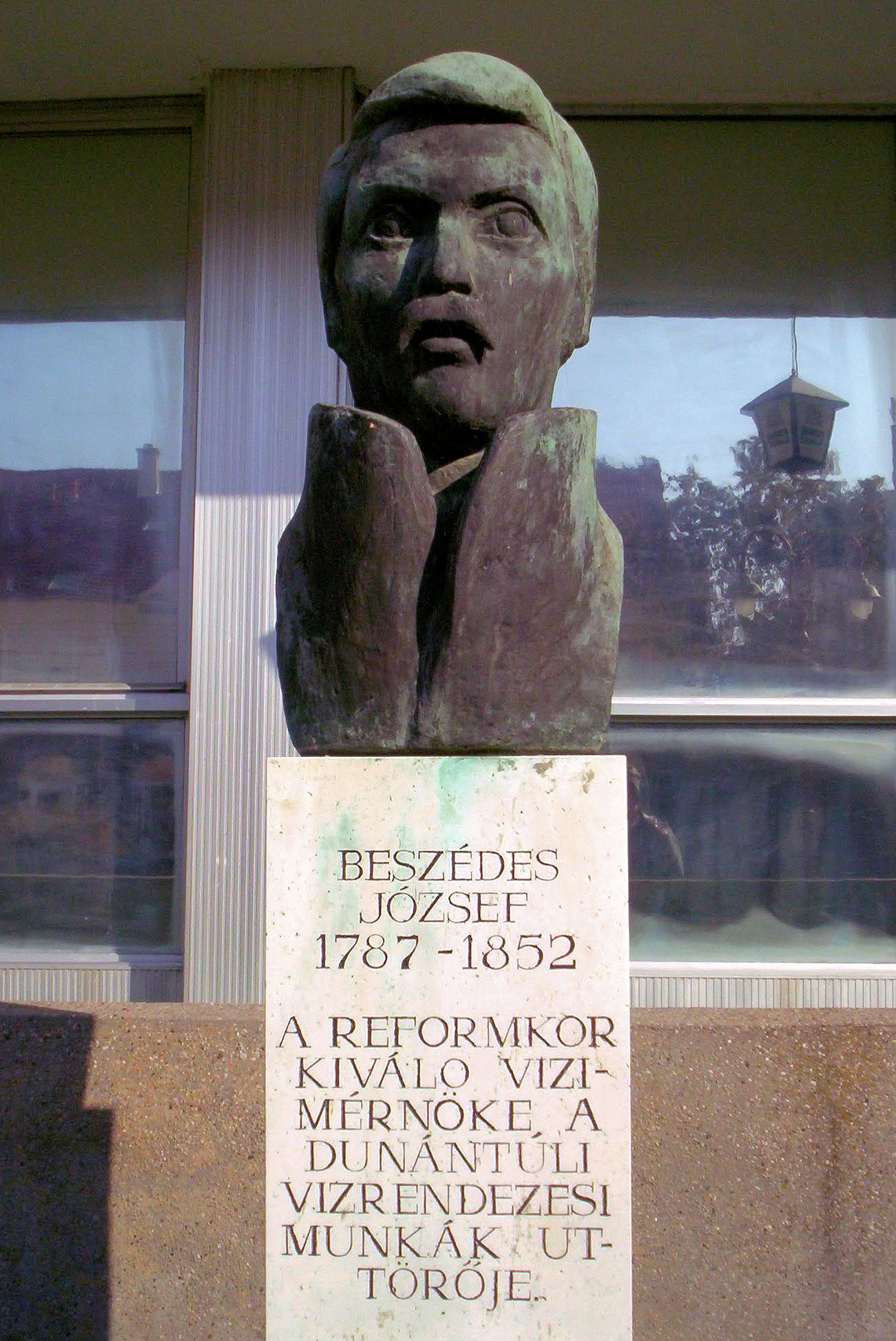
Vígh Tamás: Beszédes József, Siófok

Következő emlékműterve 1971-ben készült Székesfehérvár számára: az Életfa. A csodálatos alkotás organikus elemekből épített fa, szinte minden része ugyanabból az alapformából épül, vonalaiban „a népművészet évszázadainak hallatlan variációs tudása tekergőzik. … az Életfa hajlásaiban vitathatatlanul emberi erő lüktet. Felidéződik benne a székesfehérvári táncosnők reppenő bája, a térdeplő lány szívós törékenysége, a magvető asszony méltósága, a subások súlya.”
Ez az emlékmű sem valósulhatott meg. Találgatni sem lehet, mi volt az elutasítás oka. Évtizedek múlva azonban ez az alkotás is „révbe ért”: Visegrádon állították fel a város millenniumi emlékműveként, 2009. augusztus 29-én.
Pályázott nagyobb megbízásokra ezután is, de a Budapesti Vegyiművek pályázatán egy szokványos, felületes szobor nyert, a Kertészeti Egyetem elé tervezett alkotását sem fogadták el, mert nem asszociált a növényzetre. Az eltelt időben remek portrékat készített (Krúdy, Nagy László, Bartók, Madách, Radnóti, Petőfi). Ezek alapján Kovács Gyula a portrészobrászat úttörő mesterei közé sorolta. Szobrászi tevékenysége mellett remek és úttörő stílusú-kvalitású érmeket is készített, amivel iskolát teremtett. A Tudományos Akadémia I–II. (1961) érmein felidézte a Magyar mérnök függőónos figuráját. Más érmein – Akadémiai emlékérem, Quazza- (1979), Kodály- (1973) és Rákóczi-plakett (1975) – dekoratív jelentéssel ruházza fel az írást, a felirat inscriptio lesz. Legkülönlegesebb éremsorozata az Érmek Rozgonyi Iván verssoraira volt. Kitört a kerekded alakzatból, az egysíkú éremformából, és némelyikre fogorvosi fúrógéppel írt fel idézeteket. Sajátosan jellemző rájuk „…az elő- és hátlap áttört összefonódása, az áthajlások egyik oldalról a másikra, a görbült terek határokat átszelő folytonossága. Mert a tér az érmek tárgya, s nem az alakok és vonalak.”

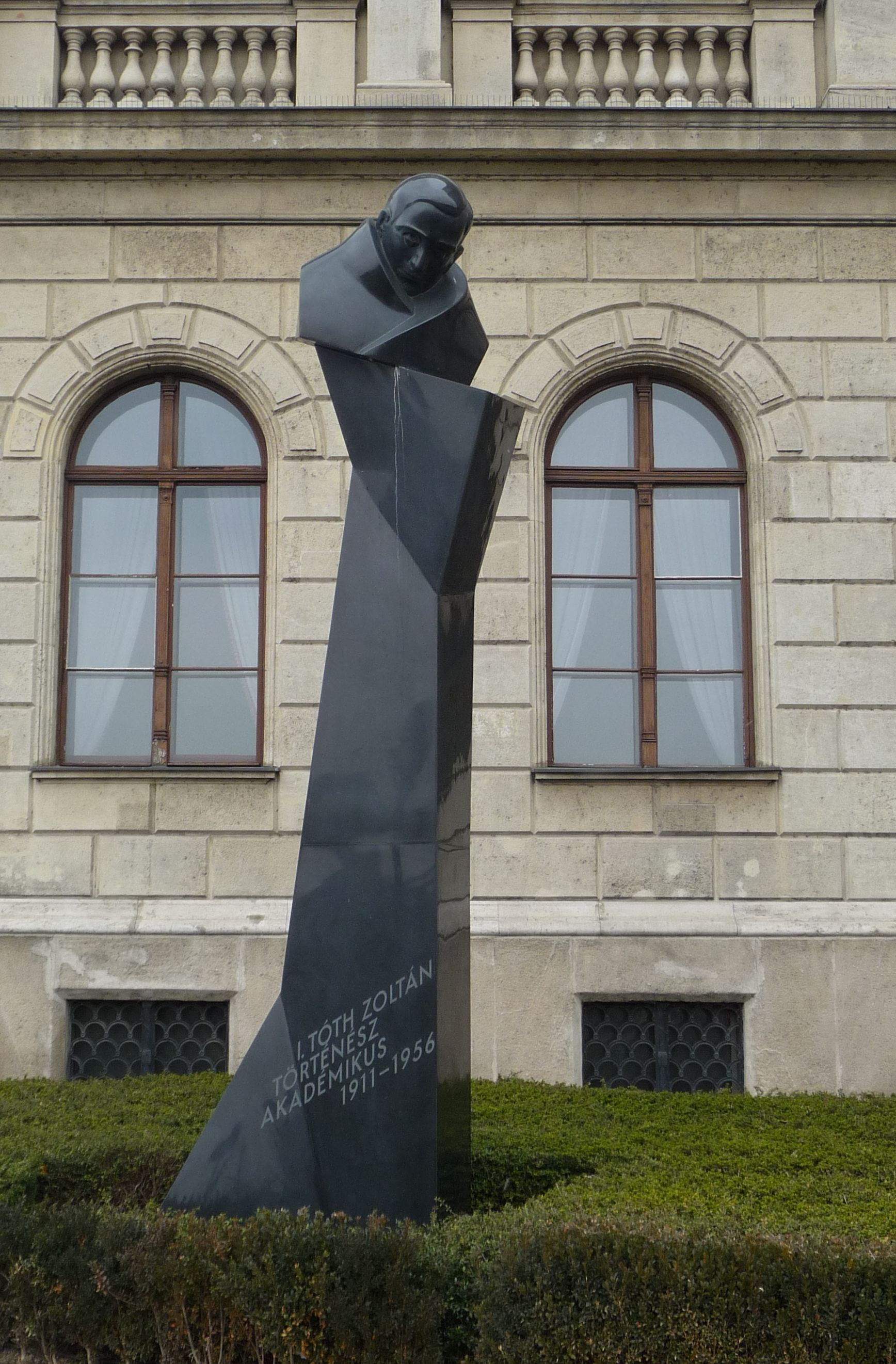
Vígh Tamás: I. Tóth Zoltán, 2006, Budapest, Roosevelt tér

Az 1970-es évektől rendszeressé váltak Vígh Tamás egyéni kiállításai, és sorra kapta a különböző elismeréseket, kitüntetéseket, 1978-ban a Kossuth-díjat is elnyerte. 1975-től tanított a Magyar Képzőművészeti Főiskolán (1986-ig). 1977-ben Tihanyban rendezték meg életmű kiállítását.
1980-ban állították fel Esztergomban, a Bazilika déli oldalán Városalapító című alkotását. A helyet Molnár Péter építész választotta ki. Először az Életfát akarták itt elhelyezni, de a város figurális szoborhoz ragaszkodott. Így készült el a hatalmas, mintegy négy méteres, szekérre állított figura. 1983-ban Győrben állították fel nevezetes Ady-szobrát (Ady négy arca), 1992-ben pedig Régészet című alkotását Pécsett (a terv már 1973-ban kész volt). 2006-ban 56-os emlékművet avatott az Akadémia előtt: I. Tóth Zoltán történész, az Akadémia utcai pártház előtt lelőtt történész, akadémikus emlékművét készítette el fekete gránitból. 2007-ben életmű kiállítást rendeztek műveiből a Magyar Képzőművészeti Egyetem Barcsay Termében és a Kiscelli Múzeumban, ahol kiállították az addigra már elkészült és felállításra váró Tisza szabályozása emlékművének az alakjait is.
Vígh Tamás 1992-től a Magyar Művészeti Akadémia tagja. Művei számos közgyűjteményben megtalálhatók, például a Magyar Nemzeti Galériában (Budapest), a Janus Pannonius Múzeumban (Pécs), a Fővárosi Képtárban (Budapest), a Bolgár Nemzeti Múzeumban stb. Vígh Tamás 2010. szeptember 18-án hunyt el Budapesten.
A Budapest XII. kerület Hegyvidéki Önkormányzat és a Magyar Művészeti Akadémia Vigh Tamás egykori Városmajor utcai lakóházának homlokzatára emléktáblát készíttetett, amelyet 2012 novemberében avatott fel Fonti Krisztina alpolgármester, Fekete György az Akadémia elnöke, valamint Winkler Barnabás, a Széchenyi Irodalmi és Művészeti Akadémia tagja.

## Elismerései
- 1954 – Munkácsy-díj II. fokozata
- 1955 – VIT-díj
- 1969 – Munkácsy-díj II. fokozata
- 1973 – Érdemes művész
- 1978 – Kossuth-díj
- 1978 – Nemzetközi Kisplasztikai Biennále díja
- 1979 – Országos Érembiennále, Sopron, Ferenczy Béni-díj
- 1983 – Kiváló művész
- 1991 – Országos Kisplasztikai Biennále, Pécs, Baranyai Alkotótelepek díja
- 1993 – Nemzetközi Éremművészeti és Kisplasztikai Alkotótelep, Nyíregyháza-Sóstó, Városi Galéria díja
- 2004 – Táncsics Mihály Alapítvány Életműdíja
- 2005 – Magyar Művészeti Alapítvány Magyar Művészetért díja
- 2007 – Prima díj
- 2010 – Kerényi Jenő-díj

## Egyéni kiállításai
- 1954 – Fényes Adolf Terem, Budapest
- 1963 – Mednyánszky Terem (Kincses Máriával közösen), Budapest
- 1972 – Vác
- 1973 – Visegrád
- 1975 – Szeged
- 1977 – Tihanyi Múzeum, Tihany
- 1978 – Magyar Ház, Berlin
- 1981 – Lábasház, Sopron
- 1982 – Műcsarnok, Budapest
- 1996 – Vigadó Galéria, Budapest
- 2001 – Hegyvidéki Kortárs Galéria, Budapest
- 2002 – Kecskemét
- 2005 – Balatonfüred
- 2006 – Hegyvidéki Kortárs Galéria, Budapest
- 2006 – Ráday Galéria, Budapest
- 2007 – Kiscelli Múzeum, Budapest
- 2007 – Barcsay Terem, Magyar Képzőművészeti Egyetem, Budapest

## Válogatott csoportos kiállításai
- 1952 – 3. Magyar Képzőművészeti kiállítás, Műcsarnok, Budapest
- 1953 – 4. Magyar Képzőművészeti kiállítás, Műcsarnok, Budapest
- 1965 – 10. Magyar Képzőművészeti kiállítás, Műcsarnok, Budapest
- 1968 – 11. Magyar Képzőművészeti kiállítás, Műcsarnok, Budapest
- 1969, 71, 74, 81, 91, 97, 2001 Országos Kisplasztikai Biennále, Pécs
- 1971 – Új művek, Műcsarnok, Budapest
- 1977, 1983, 1985, 1998 FIDEM Nemzetközi Éremkiállítás
- 1978 – IV. Budapesti Nemzetközi Kisplasztikai Kiállítás, Műcsarnok, Budapest
- 1979, 1981, 1985, 2003, 2009 Országos Érembiennále, Sopron
- 1983 – A kibontakozás évei 1960 körül. A huszadik század magyar művészete, Csók Képtár, Székesfehérvár
- 1991 – Hatvanas évek. Új törekvések a magyar képzőművészetben, Magyar Nemzeti Galéria, Budapest
- 1995 – Helyzetkép – Magyar szobrászat, Műcsarnok, Budapest
- 2001 – Szobrászaton innen és túl, Műcsarnok, Budapest
- 2001 – XVII. Országos Kisplasztikai Biennále, Pécsi Galéria, Pécs.
- 2002 – 25 éves a Nyíregyháza-Sóstó Nemzetközi Éremművészeti és Kisplasztikai Alkotótelep, Árkád Galéria, Budapest

## Köztéri műveiből
- 1954 – Éneklő fiatalok (Budapest)
- 1954 – Kecskék (Budapest)
- 1955 – Pihenő nő (Budapest)

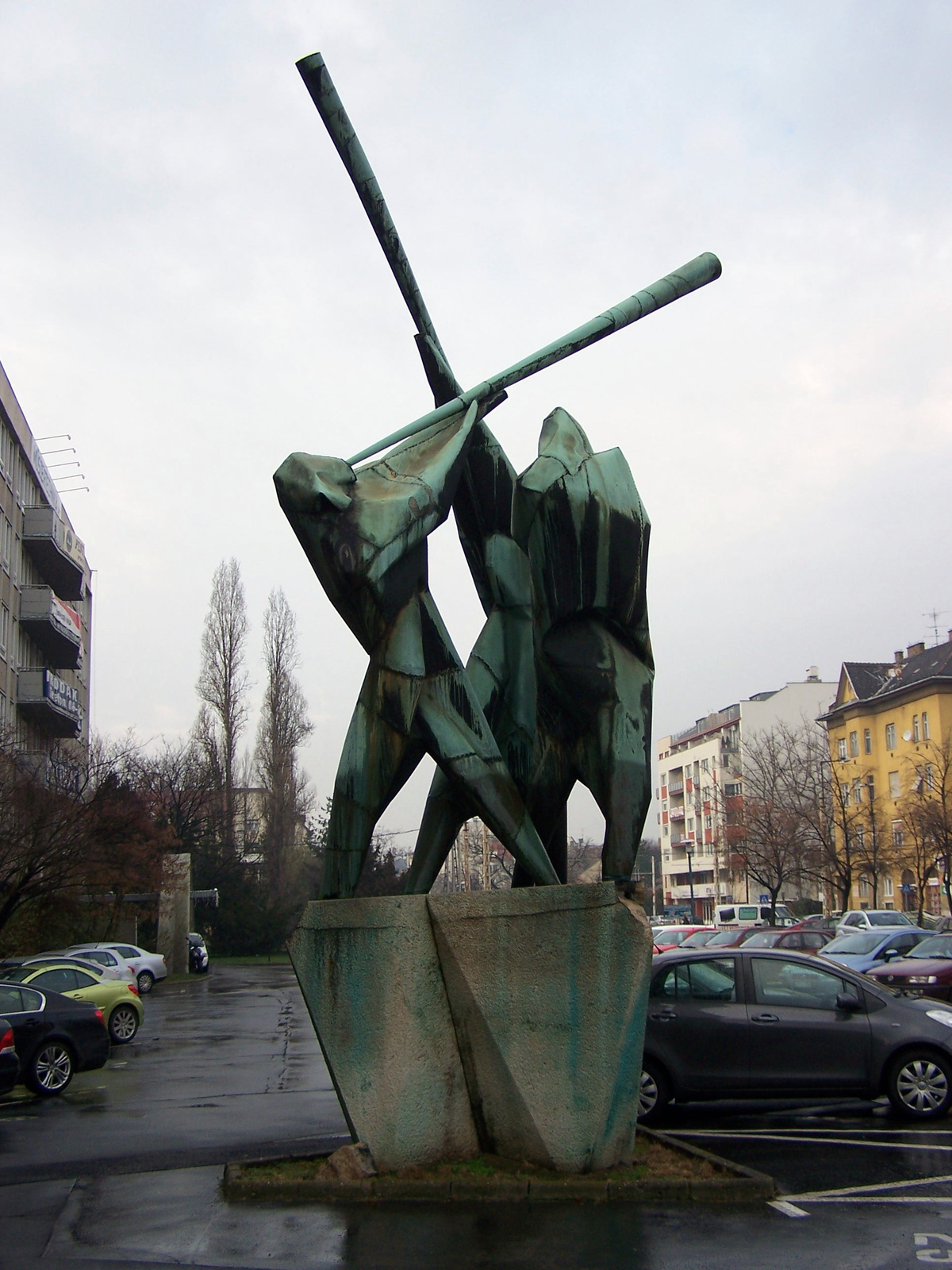
Kürtösök

- 1958 – Krúdy Gyula (dombormű, Budapest)
- 1960 – Bőség (Debrecen)
- 1960 – Katona József (Kecskemét)
- 1963 – Beszédes József (Siófok)
- 1964 – Három táncosnő (Székesfehérvár)
- 1964 – Madách Imre (Csesztve)
- 1965 – Pattantyús Ábrahám Imre (Miskolci Egyetem)
- 1966 – Magvető (dombormű, Debrecen)
- 1967 – Kürtösök (Budapest, Zugló)
- 1968 – A szarvas győzelme (Salgótarján)
- 1970 – Petőfi Sándor (Budapest, Margit-sziget)
- 1973 – Radnóti Miklós (Budapest, Margitsziget)
- 1974 – Lovagló lány (Esztergom)
- 1975 – Bartók Béla (Békéscsaba)
- 1980 – Városalapító (Esztergom)
- 1980 – Nagy László (Ajka)
- 1980 – József Attila (Pécs)
- 1982 – Ady Endre (Győr)
- 1982 – Női torzó (Pécs)
- 1984 – Sztehlo Gábor (dombormű, Budapest, Budai várnegyed)
- 1986 – Johan Gutenberg (dombormű, Budapest)
- 1990 – Pilinszky (Székesfehérvár)
- 1992 – Régészet (Pécs)
- 1992 – Vasvári Pál (dombormű, Budapest)
- 2006 – I. Tóth Zoltán – '56-os emlékmű (Budapest)
- 2007 – A Tisza szabályozásának emlékműve (Vásárhelyi Pál) (Tiszalök)
- 2009 – Életfa (Visegrád)
- 2009 - Sztehlo Gábor, Budapest V. kerület, Deák tér (felavatva: 2009. szeptember 25.)

## Források

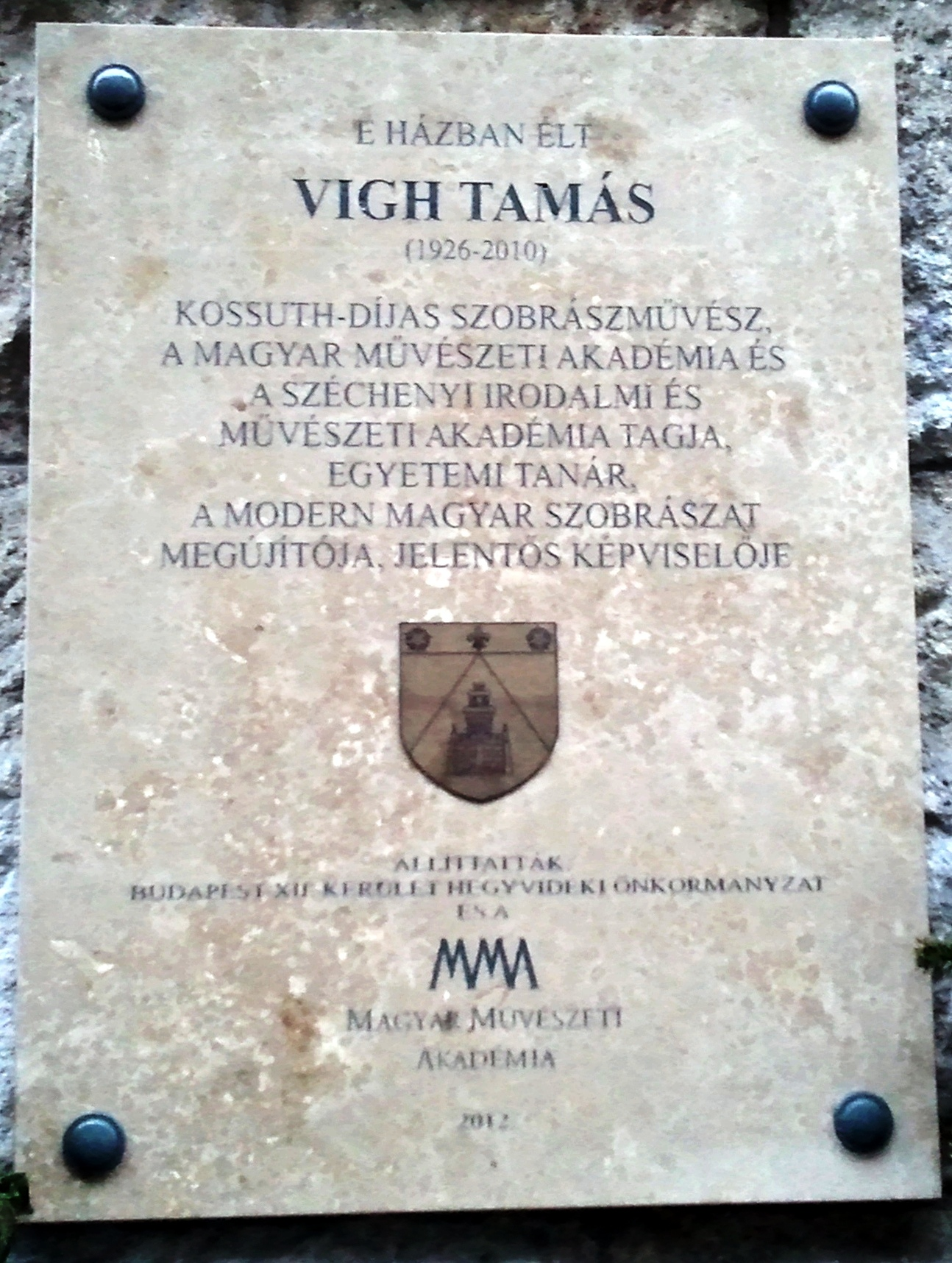
Emléktáblája, Budapest XII. kerület Városmajor utca 16.